# Thomas Egerton (1er vicomte Brackley)
Pour les articles homonymes, voir Thomas Egerton.
Thomas Egerton, 1er baron Ellesmere puis 1er vicomte Brackley, est un homme politique anglais né le 23 janvier 1540 et mort le 15 mars 1617. Il occupe le poste de lord chancelier pendant plus de vingt ans sous Jacques Ier, de 1596 à 1617. Il est également Master of the Rolls de 1594 à 1603.
Il est chargé, entre autres affaires importantes, de suivre le procès du comte de Somerset[Lequel ?], ancien favori de Jacques, accusé d'empoisonnement. Il s'oppose au roi, qui voulait pardonner au coupable.
Il résigne les sceaux en 1617 et désigne Francis Bacon pour lui succéder. Il meurt quelques jours plus tard. Son fils et héritier John (1579-1649) fait également carrière dans la politique.